# Condado de Zduńska Wola
Condado de Zduńska Wola (polaco: powiat zduńskowolski) é um powiat (condado) da Polónia, na voivodia de Łódź. A sede do condado é a cidade de Zduńska Wola. Estende-se por uma área de 369,19 km², com 67 879 habitantes, segundo o censo de 2005, com uma densidade de 183,86 hab/km².

## Divisões admistrativas
O condado possui:
Comunas urbanas: Zduńska Wola
Comunas urbana-rurais: Szadek
Comunas rurais: Zapolice, Zduńska Wola
Cidades: Zduńska Wola, Szadek

## Demografia
População (dados de 30 de Junho de 2005):
|          | Total   | Total | Mulheres | Mulheres | Homens  | Homens |
| -------- | ------- | ----- | -------- | -------- | ------- | ------ |
|          | pessoas | %     | pessoas  | %        | pessoas | %      |
| Total    | 67 879  | 100   | 35 019   | 51,6     | 32 860  | 48,4   |
| Cidades  | 46 643  | 100   | 24 569   | 52,7     | 22 074  | 47,3   |
| Povoados | 21 236  | 100   | 10 450   | 49,2     | 10 786  | 50,8   |